# Charles Lennox, 2. Duke of Richmond

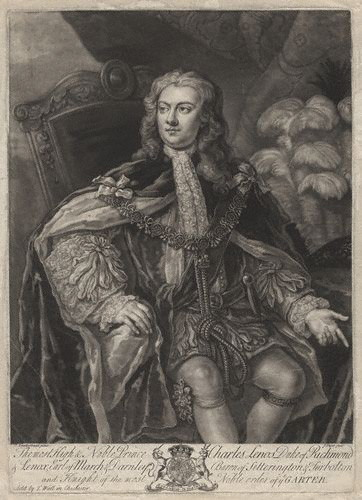
Charles Lennox, 2. Duke of Richmond, im Ornat des Hosenbandordens. Gemälde von John Faber Jr., 1726 oder später. National Portrait Gallery (London)

Charles Lennox, 2. Duke of Richmond KG, KB, PC, FRS (* 18. Mai 1701 in Goodwood; † 8. August 1750 in Godalming), war ein britischer Adliger, General und Politiker.

## Leben
Charles war der einzige Sohn des Charles Lennox, 1. Duke of Richmond, und dessen Gemahlin Lady Anne Brudenell.
1721 trat er als Offizier in ein Gardekavallerieregiment der British Army ein. 1739 wurde er zum Brigadier-General, 1742 zum Major-General, 1745 zum Lieutenant-General und im selben Jahr schließlich zum General befördert. Er kämpfte 1743 in der Schlacht von Dettingen und 1745 gegen die Jakobiten. 1750 wurde er Regimental Colonel der Royal Horse Guards.
1722 wurde er als Abgeordneter für Chichester ins Unterhaus des Parlaments gewählt. Als 1723 sein Vater starb, erbte er dessen Adelstitel als 2. Duke of Richmond und 2. Duke of Lennox und stieg dadurch ins Oberhaus auf. 1734 erbte er von seiner Großmutter väterlicherseits, Louise de Kérouaille, auch den französischen Titel duc d'Aubigny.
Von 1724 bis 1725 war er Großmeister einer Freimaurerloge. Von 1726 bis 1735 war er Lord of the Bedchamber der Könige Georg I. und Georg II. Bei der Krönung des letzteren fungierte er 1727 als Lord High Constable. 1726 wurde er als Knight Companion in den Hosenbandorden aufgenommen und 1727 zudem zum Knight Companion des neugegründeten Order of the Bath geschlagen. 1735 wurde Lennox Bürgermeister von Chichester, Master of the Horse und Privy Counsellor. Von 1748 bis 1749 war er britischer Botschafter in Frankreich. Er gehörte zu den Mitbegründern des Londoner Foundling Hospital und war ein großer Förderer des Cricket-Sports.
Er starb 1750 und wurde in der Kathedrale von Chichester bestattet.

## Ehe und Nachkommen
Charles Lennox heiratete 1719 Lady Sarah Cadogan (1705–1751), eine Hofdame bei Königin Caroline, Tochter des William Cadogan, 1. Earl Cadogan, mit der er folgende Kinder hatte:
- Georgiana Caroline, 1. Baroness Holland (1723–1774), ⚭ 1744 Henry Fox, 1. Baron Holland;
- Charles Lennox, Earl of March (*/† 1730);
- Lady Emilia Mary Lennox (1731–1814), ⚭ (1) 1747 James FitzGerald, 1. Duke of Leinster, ⚭ (2) William Ogilvie;
- Charles Lennox, 3. Duke of Richmond (1735–1806);
- Lord George Henry Lennox (1738–1805), MP, ⚭ Lady Louisa Kerr (1744–1830), Tochter des William Henry Kerr, 4. Marquess of Lothian;
- Lady Louisa Augusta Lennox (* 1743), ⚭ 1758 Thomas Conolly;
- Lady Sarah Lennox (1745–1826), ⚭ (1) 1762 Sir Thomas Charles Bunbury, 6. Baronet, ⚭ (2) 1781 Hon. George Napier;
- Lady Cecilia Lennox (1750–1769).